# 秋に (グリーグ)
序曲『秋に』（あきに、I Høst ）作品11は、エドヴァルド・グリーグが1865年に作曲した演奏会用序曲。作曲年代からも明らかなように、交響曲ハ短調やピアノ協奏曲イ短調と並んでグリーグ初期の管弦楽曲のひとつである。
グリーグがコペンハーゲンを訪問した際にニルス・ヴィルヘルム・ゲーゼにこの作品を見せたところ、ゲーゼから「これは屑だ。帰ってもっとましなものを書くように」と酷評されている。その後グリーグはこのピアノ二重奏版を作成して、スウェーデン学士院のコンクールに提出したところ、首位を勝ち取り、ストックホルムにてピアノ二重奏曲として出版された。審査員の一人はゲーゼであったという。
さほど有名な作品でないこともあり、あまり録音に恵まれてはいないが、古くはトマス・ビーチャムやカール・シューリヒト、モーリス・アブラヴァネル、近年ではネーメ・ヤルヴィやオッコ・カム、ウーレ・クリスチャン・ルード、ビャルテ・エンゲセトらによる録音がCD化されるようになった。

## 楽器編成
ピッコロ1、フルート2、オーボエ2、クラリネット2、ファゴット2、ホルン4、トランペット2、トロンボーン3、バス・チューバ1、ティンパニ3、バス・ドラム、シンバル、トライアングル、弦楽五部。

## 楽曲構成
ニ長調の序奏（アンダンテ）に続いて、ソナタ形式によるニ短調の主部（アレグロ）が来るように構成されている。
序奏では、オーケストラによる和音と、それとは対照的な輝かしい木管楽器の主題が呈示される。その緊張が緩やかに盛り上がってアレグロの主部を築き上げる。ニ短調の第1主題は、歌曲《秋の嵐》から取られている。続く第2主題はヘ長調である。展開部では、一連の絶え間ない転調によって、既存の主題が繰り返される。ホルンと弦楽器によるより緩やかな楽節を経て、第1主題の復帰とともに再現部に入る。序奏の木管主題の高らかな再現によって、この序曲は締め括りを迎える。